# Commiphora harveyi
Commiphora harveyi là một loài thực vật có hoa trong họ Burseraceae. Loài này được (Engl.) Engl. mô tả khoa học đầu tiên năm 1883.

## Hình ảnh

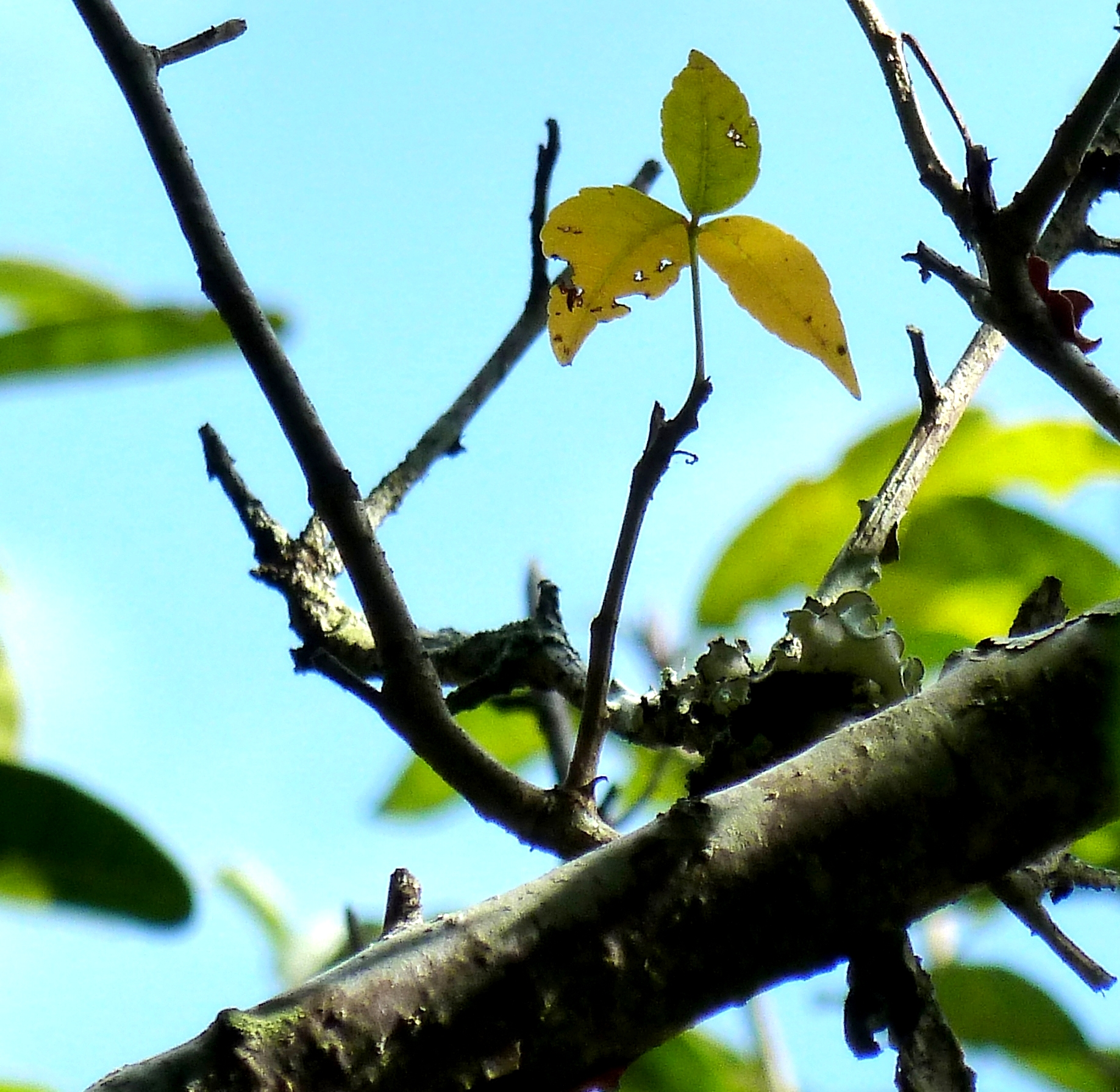